# Hwadae
Hwadae (kor. 화대군, Hwadae-gun) – powiat w Korei Północnej, w prowincji Hamgyŏng Północny. W 2008 roku liczył 67 677 mieszkańców. Położony nad Morzem Japońskim (w Korei zwanym Morzem Wschodniokoreańskim). Graniczy z powiatami Myŏngch’ŏn od północy i Kilju od zachodu, a także z miastem Kimch’aek od południowego zachodu.

## Historia
Przed wyzwoleniem Korei spod okupacji japońskiej tereny należące do powiatu wchodziły w skład powiatu Kilju. Jako samodzielna jednostka administracyjna powiat Hwadae powstał w grudniu 1952 roku. Został utworzony z należących do powiatu Kilju miejscowości (kor. myŏn) Tonghae oraz z miejscowości Hago, Haga (w całości), Sangga (10 wsi), Sanggo (1 wieś), będących częścią powiatu Myŏngch’ŏn. Składał się wówczas z jednego miasteczka (Hwadae-ŭp) i 22 wsi (kor. ri).

## Podział administracyjny powiatu
W skład powiatu wchodzą następujące jednostki administracyjne:
| Nazwa jednostki administracyjnej | Rodzaj jednostki administracyjnej | Chosŏn’gŭl | Hancha   |
| -------------------------------- | --------------------------------- | ---------- | -------- |
| Hwadae-ŭp                        | miasteczko                        | 화대읍     | 花坮邑   |
| Kŭmsŏng-ri                       | wieś                              | 금성리     | 錦城里   |
| Sŏksŏng-ri                       | wieś                              | 석성리     | 石城里   |
| Ch’angch'on-ri                   | wieś                              | 창촌리     | 倉村里   |
| Ryongwŏn-ri                      | wieś                              | 룡원리     | 龍原里   |
| Pullo-ri                         | wieś                              | 불로리     | 不老里   |
| Ryongp'o-ri                      | wieś                              | 룡포리     | 龍浦里   |
| Sap'o-ri                         | wieś                              | 사포리     | 泗浦里   |
| Songdong-ri                      | wieś                              | 송동리     | 松洞里   |
| Jaga-ri                          | wieś                              | 자가리     | 自佳里   |
| Sŏkhyŏn-ri                       | wieś                              | 석현리     | 石峴里   |
| Yangch'on-ri                     | wieś                              | 양촌리     | 楊村里   |
| Jangdŏk-ri                       | wieś                              | 장덕리     | 長德里   |
| Juŭi-ri                          | wieś                              | 주의리     | 周儀里   |
| Kyohyang-ri                      | wieś                              | 교향리     | 橋鄕里   |
| Jŏngmun-ri                       | wieś                              | 정문리     | 旌門里   |
| Ha'p'yŏng-ri                     | wieś                              | 하평리     | 荷坪里   |
| Jŭngsan-ri                       | wieś                              | 증산리     | 甑山里   |
| Musudan-ri                       | wieś                              | 무수단리   | 舞水端里 |
| Mokjin-ri                        | wieś                              | 목진리     | 木津里   |
| T'owŏn-ri                        | wieś                              | 토원리     | 土垣里   |